# Joel McNeely
Pour les articles homonymes, voir McNeely.
Joel McNeely est un compositeur américain de musique de film né en 1959 à Madison, dans le Wisconsin (États-Unis).

## Filmographie

### Cinéma
- 1987 : You Talkin' to Me? de Charles Winkler
- 1990 : The Blue Men de Denise McKenna (court métrage)
- 1992 : Samantha (en) de Stephen La Rocque
- 1994 : L'Enfer blanc (Iron Will) de Charles Haid
- 1994 : Terminal Velocity de Deran Sarafian
- 1994 : Radioland Murders de Mel Smith
- 1994 : Squanto: A Warrior's Tale de Xavier Koller
- 1995 : Gold Diggers: The Secret of Bear Mountain de Kevin James Dobson
- 1996 : Shadows of the Empire
- 1996 : Flipper d'Alan Shapiro
- 1997 : Vacances à Vegas (Vegas Vacation) de Stephen Kessler
- 1997 : Beautés sauvages (Wild America) de William Dear
- 1997 : Air Force One de Wolfgang Petersen (cocompositeur avec Jerry Goldsmith)
- 1998 : Chapeau melon et bottes de cuir (The Avengers) de Jeremiah S. Chechik
- 1998 : Zack and Reba de Nicole Bettauer
- 1998 : Soldier de Paul W. S. Anderson
- 1999 : Virus de John Bruno
- 2000 : Premier amour (All Forgotten) de Reverge Anselmo
- 2002 : Peter Pan 2 : Retour au Pays Imaginaire (Return to Never Land) de Robin Budd
- 2003 : Les Fantômes du Titanic (Ghosts of the Abyss) de James Cameron
- 2003 : La Morsure du lézard (Holes) de Andrew Davis
- 2003 : Filles de bonne famille (Uptown Girls) de Boaz Yakin
- 2004 : L'Histoire (Stateside) de Reverge Anselmo
- 2005 : Winnie l'ourson et l'Éfélant (Pooh's Heffalump Movie) de Frank Nissen
- 2006 : Franklin et le trésor du lac de Dominique Monfery
- 2007 : I Know Who Killed Me de Chris Sivertson
- 2014 : Albert à l'ouest (A Million Ways to Die in the West) de Seth MacFarlane
- 2025 : Y a-t-il un flic pour sauver le monde ? (The Naked Gun) d'Akiva Schaffer

### Télévision

#### Séries télévisées
- 1986-1988 : Our House (40 épisodes)
- 1988-1989 : Le Monde merveilleux de Disney (Disneyland) (3 épisodes)
- 1990 : Les Tiny Toons (Tiny Toon Adventures) (3 épisodes)
- 1992 : The Plucky Duck Show (2 épisodes)
- 1992-1993 : Les Aventures du jeune Indiana Jones (The Young Indiana Jones Chronicles) (9 épisodes)
- 1998 : Buddy Faro (3 épisodes)
- 2000-2002 : Dark Angel (42 épisodes)
- 2001 : Les Âmes damnées (All Souls) (3 épisodes)
- 2002 : The Court (6 épisodes)
- 2009-2019 : American Dad! (82 épisodes)
- 2017-2019 : The Orville (9 épisodes)

#### Téléfilms
- 1988 : Splash, Too
- 1989 : Parent Trap III
- 1989 : Polly
- 1989 : Parent Trap: Hawaiian Honeymoon
- 1990 : Polly: Comin' Home!
- 1991 : Frankenstein: The College Years
- 1992 : Lady Against the Odds
- 1995 : Young Indiana Jones and the Attack of the Hawkmen
- 1997 : Buffalo Soldiers (en)
- 1999 : Dangereuse conduite (Road Rage)
- 2000 : Sally Hemings: An American Scandal
- 2000 : Le Père Noël a disparu (Santa Who?)
- 2004 : Mulan 2: La Mission de l'Empereur (Mulan II) (vidéo)
- 2005 : Lilo & Stitch 2 : Hawaï, nous avons un problème ! (Lilo & Stitch 2: Stitch Has a Glitch) (vidéo)
- 2006 : Rox et Rouky 2 : Amis pour toujours (The Fox and the Hound 2) (vidéo)
- 2007 : Le Sortilège de Cendrillon (Cinderella III: A Twist in Time) (vidéo)
- 2008 : La Fée Clochette (Tinker Bell) (vidéo)
- 2009 : Clochette et la Pierre de lune (Tinker Bell and the Lost Treasure) (vidéo)
- 2010 : Clochette et l'Expédition féérique (Tinker Bell and the Great Fairy Rescue) (vidéo)
- 2012 : Clochette et le secret des fées (Secret of the Wings)
- 2014 : Clochette et la Fée Pirate (The Pirate Fairy)
- 2014 : Clochette et la Créature légendaire (Tinker Bell and the Legend of the NeverBeast)

### Spectacles
- 2012 : Disney Dreams! (spectacle nocturne)
- 2017: Mickey et le magicien (spectacle Disneyland Paris: Walt Disney Studios)

## Autres

### Jeux vidéo
- 1996 : Star Wars: Shadows of the Empire